# Benairia
Benairia (em árabe: بنايرية) é uma cidade e comuna localizada na província de Chlef, Argélia. Segundo o censo de 2008, a população total da cidade era de 15 697 habitantes.